# Île du Large
L’île du Large est l’une des deux îles formant l’archipel Saint-Marcouf. Elle est entièrement fortifiée et appartient au domaine privé de l’État. De même que sa voisine, l’île de Terre, elle est interdite d’accès. Depuis 2003, les fortifications sont en cours de restauration par une association qui a obtenu leur classement au titre des monuments historiques par arrêté du 25 janvier 2017.

## Localisation
L'île du Large est située à 7 km de la côte la plus proche. Un bras de mer d'environ 460 mètres la sépare de l'île de Terre. À marée haute, les plus grandes longueurs de la partie émergée sont respectivement de 260 et 225 mètres. Sa superficie cadastrale est d'environ 2,765 ha.

## Histoire

### Île fortifiée
L’île du Large possède en son centre une forteresse circulaire de 53 mètres de diamètre édifiée sur ordre du Premier Consul à partir de 1802, et achevée sous le règne de Napoléon III. Elle est composée de deux niveaux dits casematés et d’une plateforme de tir. Le rez-de-chaussée comporte vingt-quatre casemates dont certaines servaient de logement à la garnison. Au second niveau se trouvent vingt-quatre embrasures à canon. À partir de 1860, soit postérieurement à l'érection de la tour, sera achevée l'édification de l'enceinte extérieure du fort. Des fossés en eau d'une largeur de près de 12 mètres encerclent l’édifice.
Lors de la Première Guerre mondiale, le fort est occupé par des soldats français.
Faute d'entretien régulier par l'État, les tempêtes ont beaucoup endommagé les digues extérieures. La jetée du port est détruite et celui-ci est devenu impraticable au cours des années 1980. Le môle de débarquement qui permettait d'accéder à l'île a en grande partie disparu.

### Restauration du site
À la suite de l'automatisation du phare, l'île du Large a été désertée et laissée quasiment sans entretien par l’État, son propriétaire. Un simple entretien des digues extérieures aurait permis de contenir les assauts de la mer, mais ceux-ci conjugués aux dégâts infligés lors de la seconde guerre mondiale ont notamment eu raison de la jetée du port, ainsi que d'autres ouvrages. Le fort circulaire est encore solide, mais les deux tourelles d'escalier intérieur ont été détruites en 1944 et la perte de l'étanchéité de la couronne compromet à terme l'ouvrage.
Depuis 2003, l'association « les Amis de l’île du Large Saint-Marcouf », qui a pris le relais d'une autre association créée en 1983 s'emploie à faire connaître le site et agit auprès des pouvoirs publics pour sauver ce patrimoine exceptionnel et permettre au public de se le réapproprier.
Le travail des Amis de l'Île du Large a déjà notamment permis de préserver de la ruine ce qui restait des digues extérieures, la restauration d'un des batardeaux fermant les douves, la réfection de rampes à canon, etc..
En 2009, l’association reçoit de l’État l’autorisation d’effectuer les premiers travaux de sauvegarde de ce patrimoine. La première phase des travaux consiste à restaurer les digues extérieures pour protéger le site. Depuis 2009, chaque année au cours des mois d'août et de septembre, une campagne de restauration est menée grâce à de nombreux bénévoles,.
À la demande de l'association, les fortifications, après avoir été inscrites au titre des monuments historiques en décembre 2015, obtiennent leur classement en date du 25 janvier 2017.

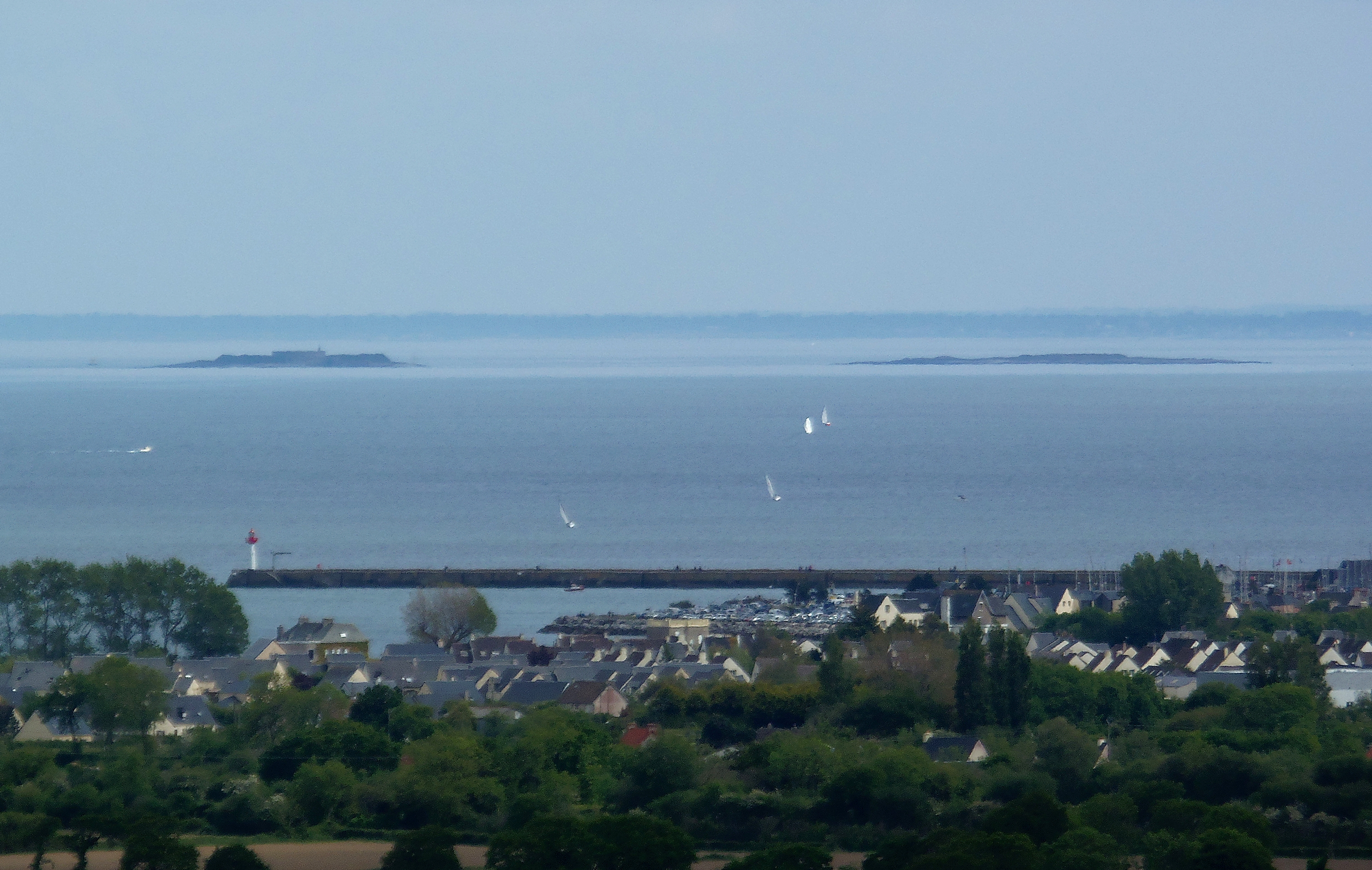
Les îles Saint-Marcouf vues du sommet de la colline de La Pernelle.
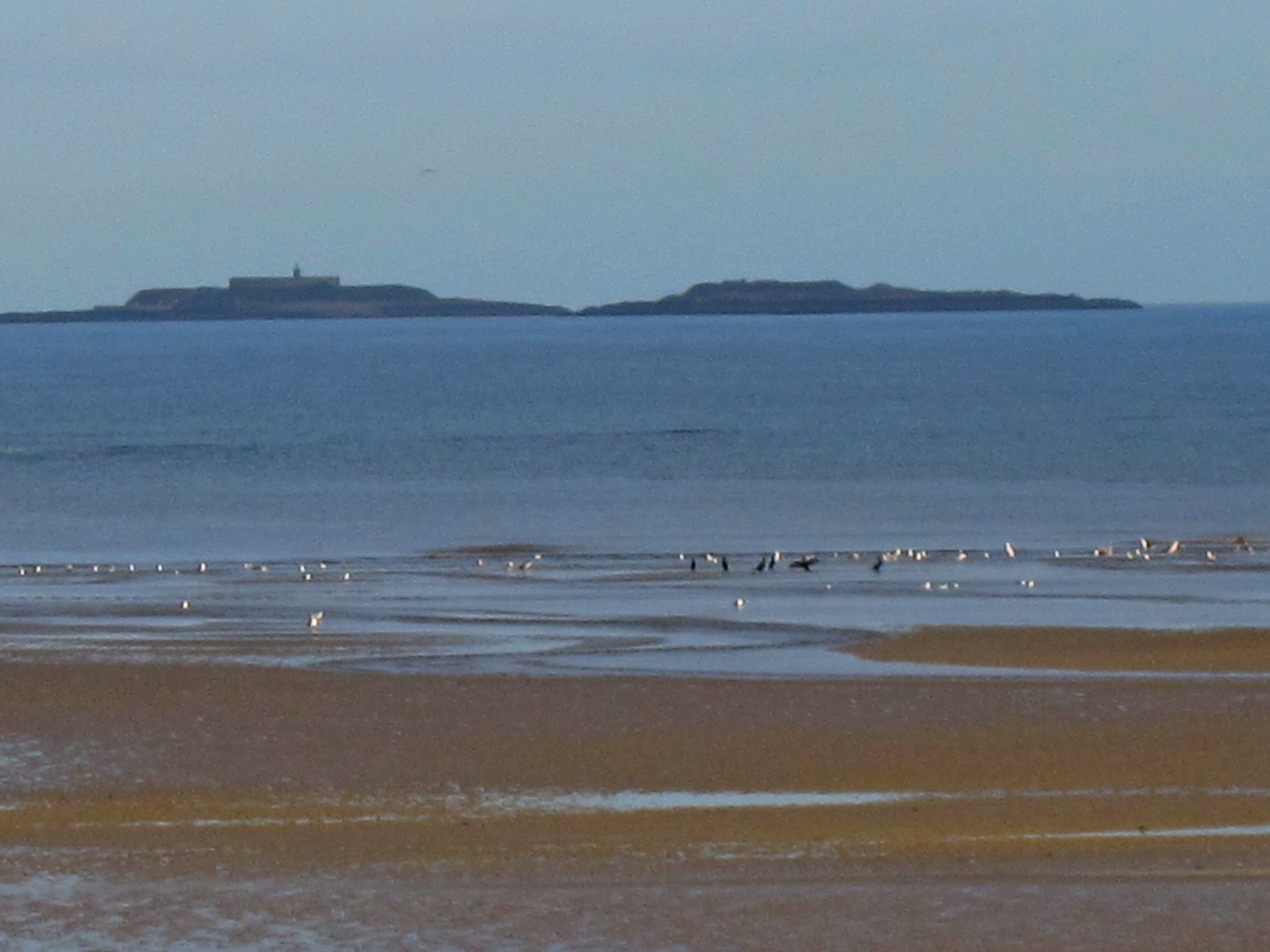
Les îles Saint-Marcouf vues du rivage de Ravenoville.
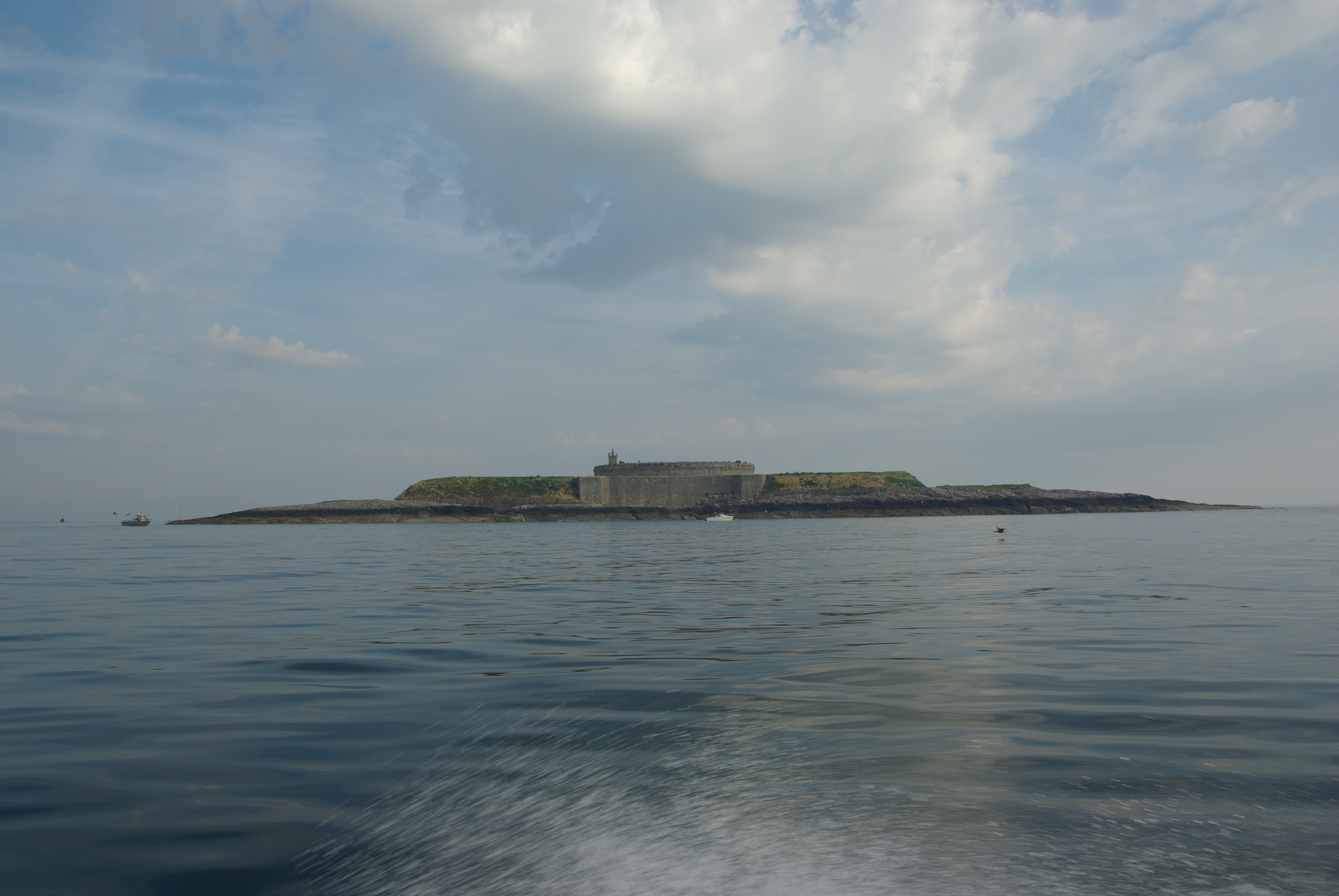
L'île du Large à marée haute vue du côté nord.
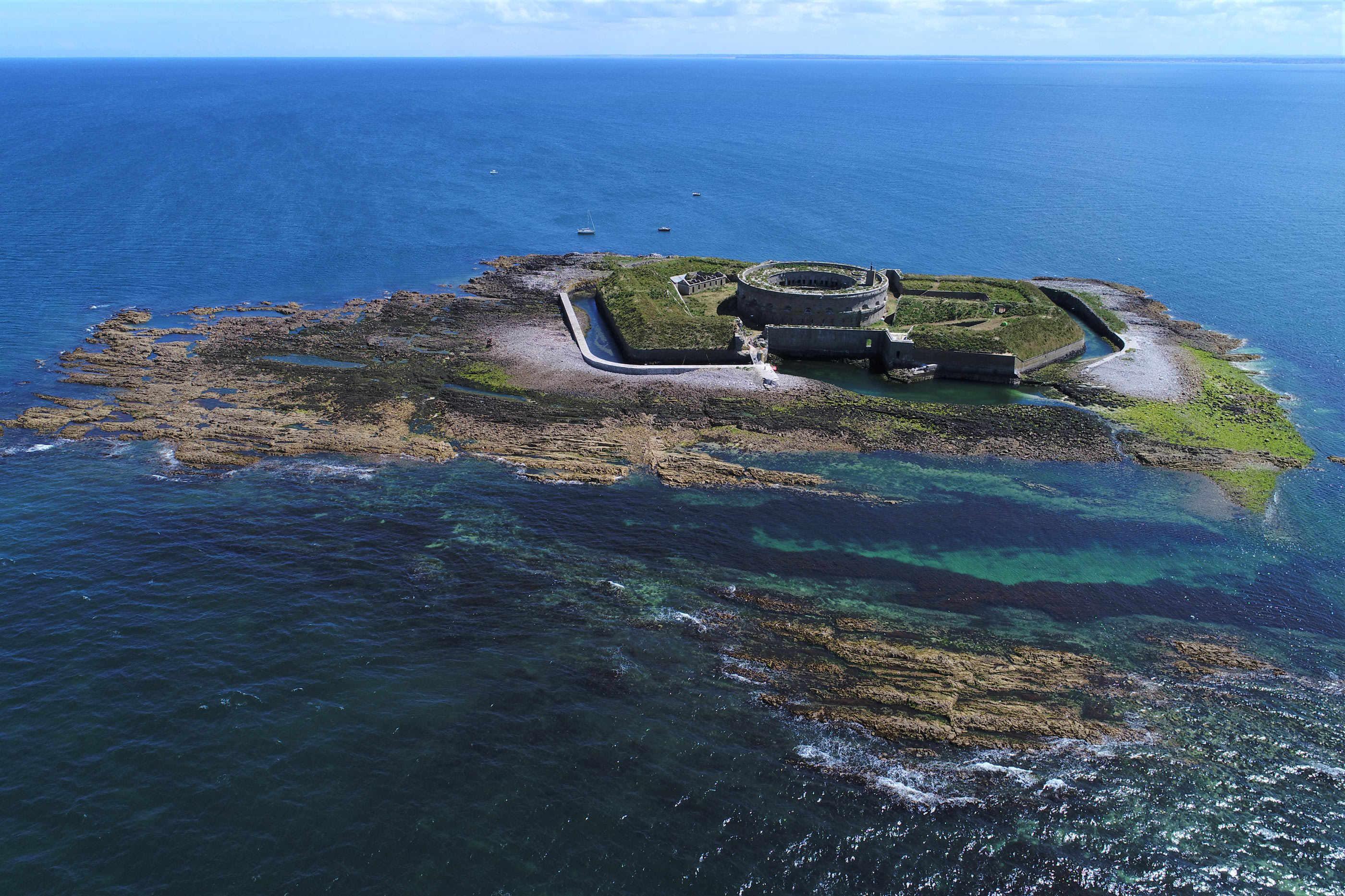
L'île du Large vue du ciel (côté nord) en 2017.
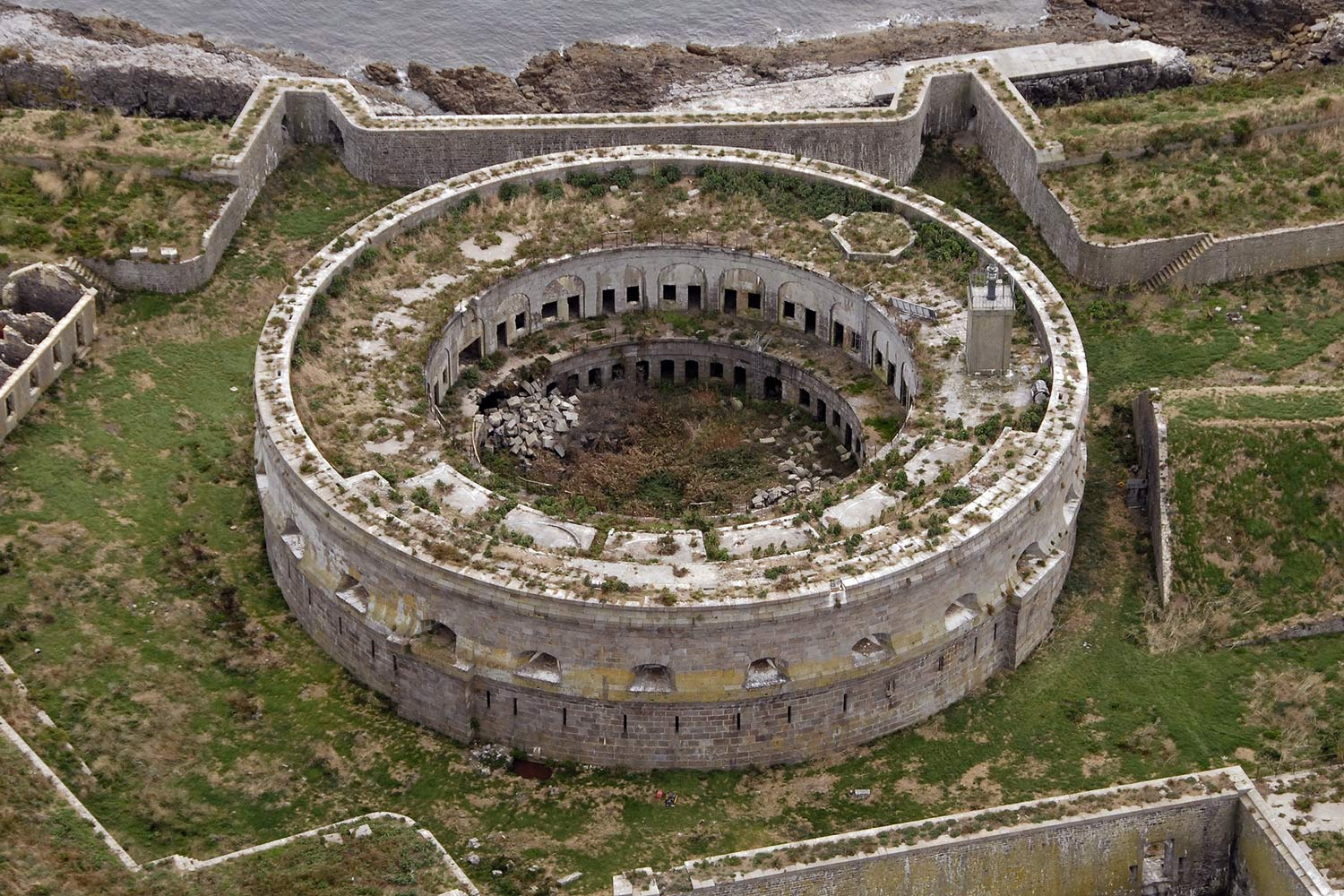
Vue aérienne de la forteresse de l'île du Large Saint-Marcouf.